# (352) Gisela
Pour les articles homonymes, voir Gisela.
(352) Gisela est un astéroïde de la ceinture principale découvert par Max Wolf le 12 janvier 1893.